# Amphiorycteropus
Amphiorycteropus es un género extinto de mamífero perteneciente a la familia Orycteropodidae dentro del orden Tubulidentata. Este género es conocido de fósiles de estratos del Mioceno medio hasta inicios del Plioceno en África, Asia y Europa.

## Especies
Se reconocen cinco especies válidas para este género:
- Amphiorycteropus abundulafus (Lehmann, Vignaud, Likius & Brunet, 2005)[2] - Mioceno superior de Chad
- Amphiorycteropus mauritanicus (Arambourg, 1959)[3] - Mioceno superior de Argelia
- Amphiorycteropus browni (Colbert, 1933)[4] - Mioceno medio a superior de Pakistán
- Amphiorycteropus depereti (Helbing, 1933)[5] - Plioceno inferior de Francia
- Amphiorycteropus gaudryi (Major, 1888)[6] - Mioceno superior de Grecia y Turquía

Otras dos especies han sido asignadas a este género de manera provisional, hasta que se halle nuevo material fósil que permita confirmar su relación:
- Amphiorycteropus pottieri (Ozansoy, 1965)[7] - Mioceno superior de Turquía
- Amphiorycteropus seni (Tekkaya, 1993)[8] - Mioceno medio de Turquía